# Triona Pers
Triona Pers is een in Houwerzijl (Groningen) gevestigde ambachtelijke drukkerij en  uitgeverij. Ze werd opgericht door Dick Ronner.
De uitgeverij bestaat sinds 1991. Het fonds van Triona Pers bestaat voornamelijk uit poëzie en typografische publicaties. De uitgaven worden in kleine oplagen met de hand gedrukt van loden letters en biljetletters. Illustraties worden eveneens in hoogdruk vervaardigd. Triona Pers is aangesloten bij de Stichting Drukwerk in de Marge.
Werk van Triona Pers werd in 2013 bekroond door de jury van Mooi Marginaal.

## Auteurs
Triona Pers publiceerde werk van onder anderen
| - Theo van Baaren - Willem Bierman - Ton den Boon - Rommert Boonstra - Paul M. Borggreve - Simon Carmiggelt | - F. van Dixhoorn - Jean-Paul Franssens - Arnon Grunberg - Kees Hermis - C.O. Jellema - Harm de Jonge | - Sándor Kányádi - Jan Kooistra - K. Schippers - A.L. Snijders - Albertina Soepboer - Wim van Til | - Herman Verbeek - Theun de Vries - Ellen Warmond - Bert van Weenen - Harmen Wind - Henk van Zuiden |